# Sielec (województwo lubelskie)
Sielec – wieś w Polsce położona w województwie lubelskim, w powiecie chełmskim, w gminie Leśniowice.
| SIMC    | Nazwa        | Rodzaj    |
| ------- | ------------ | --------- |
| 0105118 | Podkasiłanie | część wsi |
| 0105124 | Podkumowie   | część wsi |
| 0105130 | Przemysłowa  | część wsi |

W latach 1975–1998 miejscowość położona była w województwie chełmskim. Według Narodowego Spisu Powszechnego (III 2011 r.) liczyła 507 mieszkańców i była największą miejscowością gminy Leśniowice.
Wierni Kościoła rzymskokatolickiego należą do parafii Nawiedzenia Najświętszej Maryi Panny w Kumowie.

## Historia
Wieś występuje w dokumentach źródłowych w roku 1431. Należała wówczas do Parafii Rzymskokatolickiej w Kumowie. W 1440 roku wymieniony jako de Sielec. W 1448 r. – Syelcze, w 1564 r. – Siedliscza, a w 1633 r. – Siedliska. Według Słownika geograficznego Królestwa Polskiego z roku 1884 dawna siedziba Rzewuskich, którzy mieli tu niewielki murowany, wałami wzmocniony zamek. Tu przebywał po powrocie z Kaługi i tu zakończył życie Wacław Piotr Rzewuski, hetman polny koronny, dramatopisarz w XVIII w. W wieku XIX Sielec to wieś i folwark w powiecie chełmskim, gminie Rakołupy, parafii łacińskiej w Kumowie (Obecnie Kumów Plebański i Majoracki), greckokalickiej w  Sielcu, odległy 9 wiorst od Chełma. Posiadał w tym czasie cerkiew, szkołę początkową oraz dwa młyny wodne. W 1827 r. było tu 53 domów i 309 mieszkańców. Dobra Sielec składały się w 1884 r. z folwarku Sielec i Kmilin, rozległość folwarczna wynosiła  1800 mórg.

## Urodzeni w Sielcu
- Gustaw Koliński (1930-2006) – polski aktor i tłumacz

## Zabytki
- Zamek w Sielcu – nowożytny bastejowy zamek z XIV w.
- Zespół dworsko-parkowy. Obejmuje: dwór (II poł. XIX w), układ zieleni, starodrzew, figurę NMP Assunty. Dwór stanowi przykład rezydencji ziemskiej z drugiej połowy XIX w. Park natomiast jest rozległym założeniem krajobrazowym w typie dworskim o powierzchni 4,03 ha. Figura NMP Assunty powstała w drugiej połowie XVII w. i jest najstarszym tego typu obiektem na Chełmszczyźnie. Zespół wpisany do rejestru zabytków 5.01.1981 r.[11]

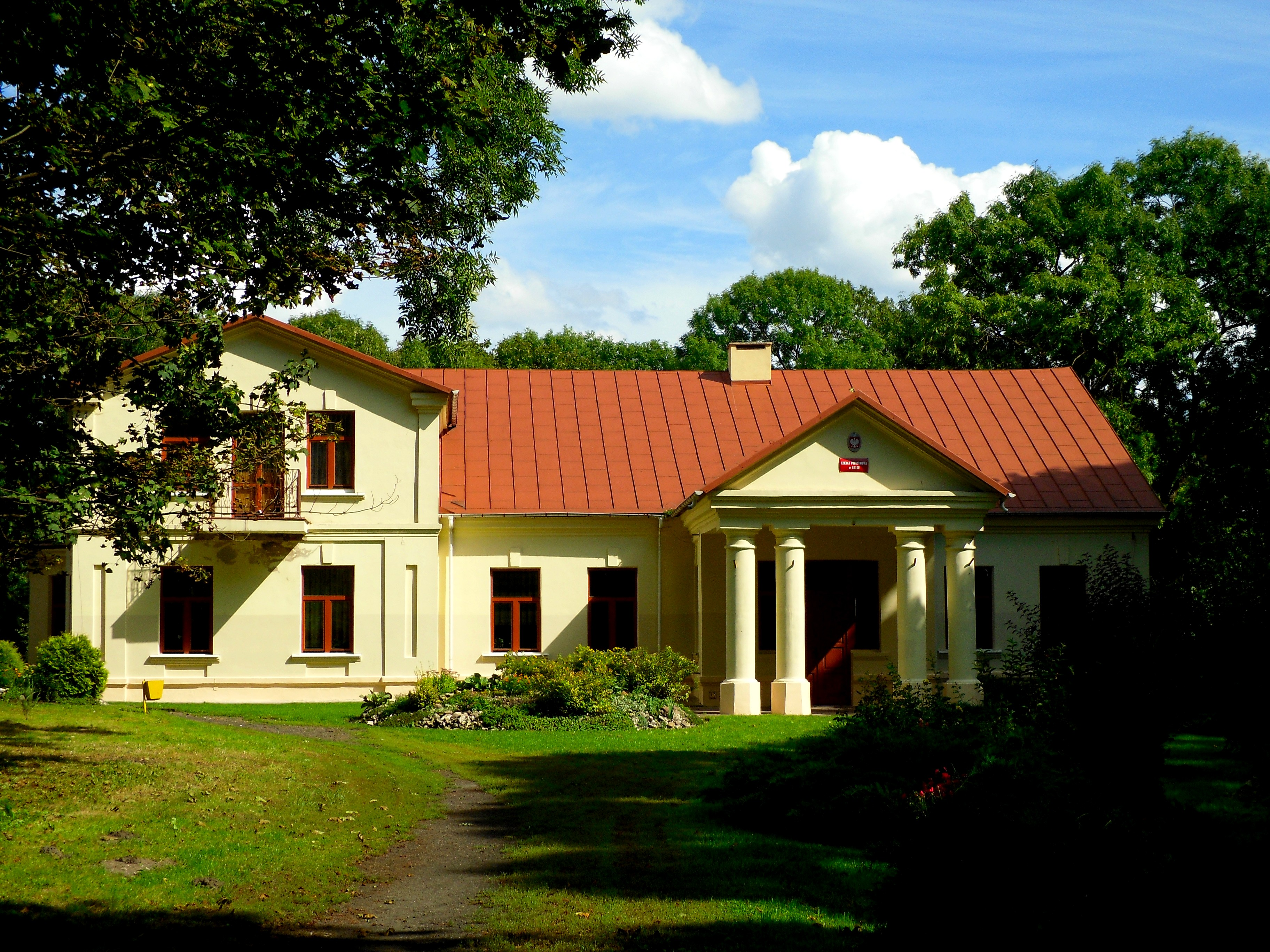
Dwór, od 22 lipca 2021 r. własność prywatna
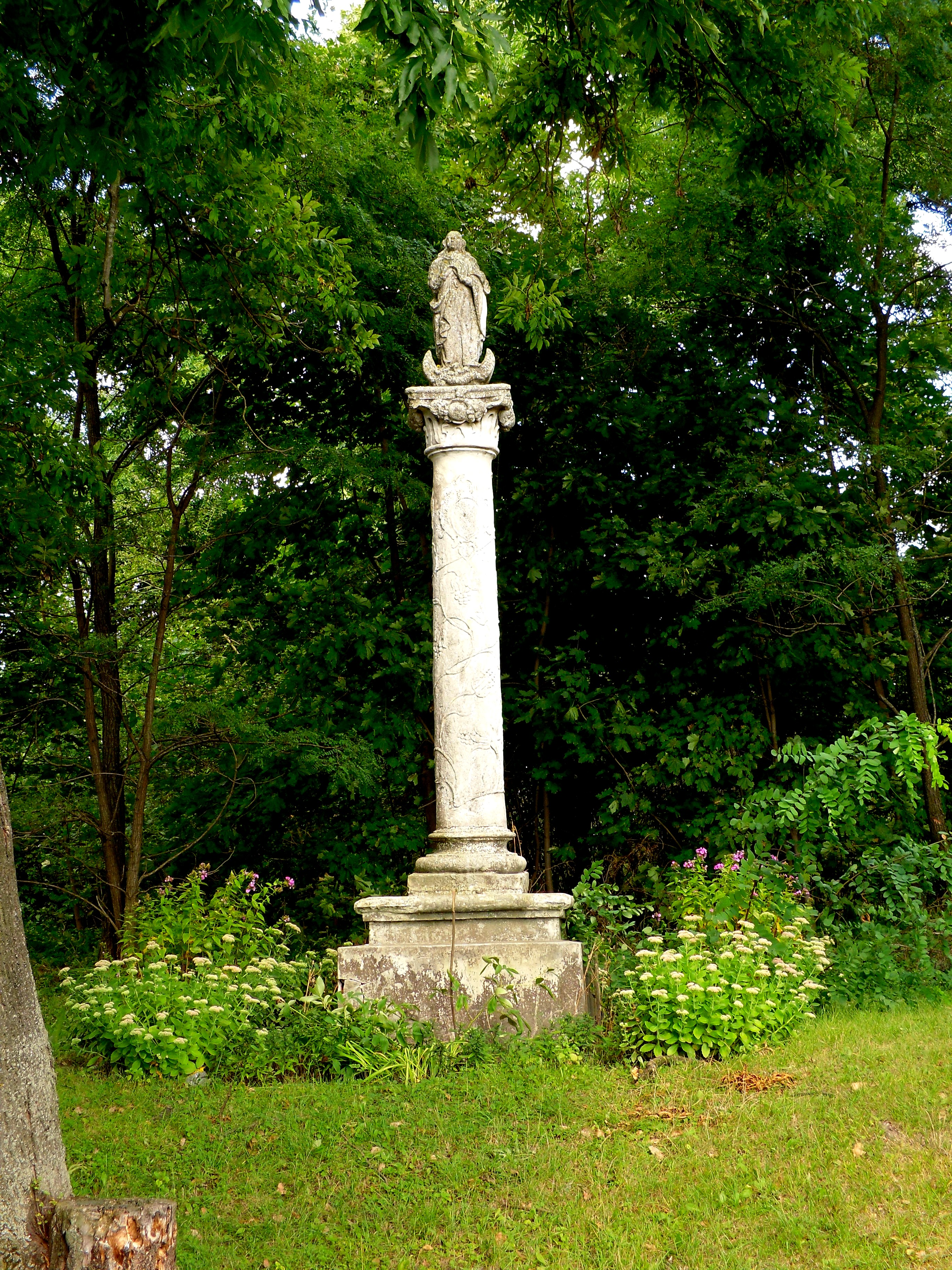
Figura Matki Boskiej w zespole dworskim
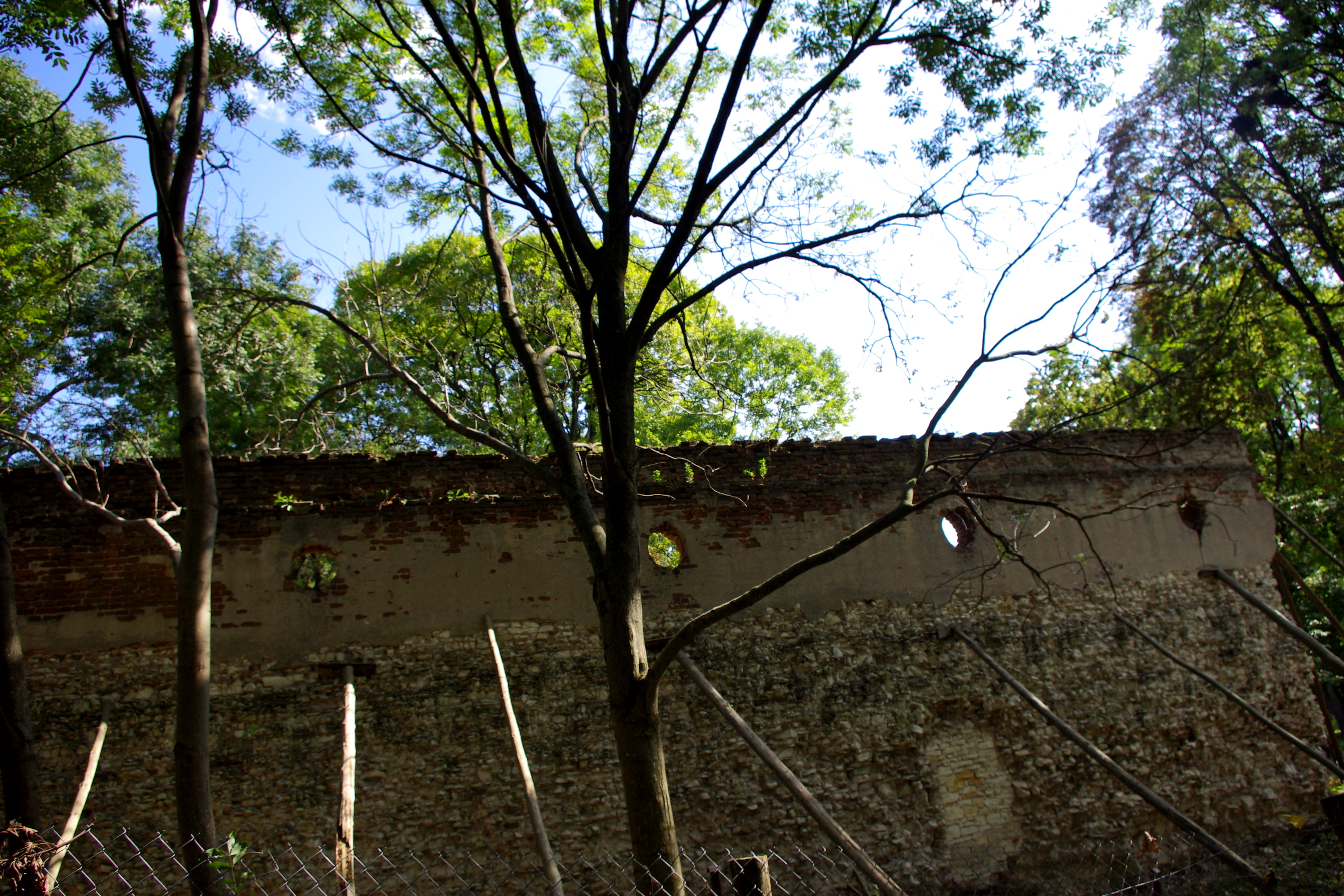
Bastion – ruiny XVI wiecznego zamku Uhrowieckich